# Windows Phone 7
Windows Phone 7 è stato un sistema operativo per smartphone di Microsoft, presentato al Mobile World Congress il 15 febbraio 2010. Si rivolgeva al mercato consumer invece che al mercato enterprise come il suo predecessore, abbandonando alcune caratteristiche in dotazione a Windows Mobile. Era radicalmente diverso da tutte le precedenti versioni di Windows Mobile con le quali era incompatibile, ma supportava il multitouch, gli schermi capacitivi, aveva una nuova interfaccia grafica molto simile a quella di Zune HD e confermata nel successore Windows Phone 8, e riuniva in una sola piattaforma i contenuti di Xbox Live e Zune.
Inoltre gestiva gli account di social network quali Facebook e Twitter, e possedeva una nuova versione di Internet Explorer basata su Windows Internet Explorer 9. Questa versione di Windows Phone conteneva un'edizione di Microsoft Office dalle funzionalità limitate e ottimizzata per gli schermi tattili, con Word, Excel, Powerpoint, OneNote e Sharepoint. Questo nuovo sistema operativo venne presentato con il nome di Windows Phone 7 Series; successivamente, per rendere il logo più snello e facile da ricordare, Microsoft ha deciso di eliminare il "Series". Microsoft affermò che Windows Phone 7 sarebbe stato commercializzato in tempo per le vacanze natalizie del 2010.
A seguito del lancio mondiale avvenuto l'11 ottobre 2010, in Europa il nuovo sistema operativo mobile venne messo in commercio il 22 ottobre 2010, in concomitanza con l'uscita dei primi modelli di dispositivi targati LG, HTC e Samsung. Per il lancio negli USA si dovrà attendere novembre. A luglio 2010 fu distribuita la beta di Windows Phone Developer Tools, un pacchetto software gratuito per sviluppare applicazioni per Windows Phone 7, contenente Visual Studio 2010 Express per Windows Phone, Windows Phone Emulator, Silverlight per Windows Phone, Microsoft Expression Blend per Windows Phone e XNA Game Studio 4.0.

## Storia

Tabella temporale di Windows Phone 7

### Sviluppo del sistema operativo
Il lavoro per la creazione di una nuova generazione di Windows Mobile è iniziato all'inizio del 2004 sotto il nome in codice di "Photon", ma il lavoro procedeva lentamente ed il progetto venne definitivamente cancellato. Nel 2008, la Microsoft ha riorganizzato i gruppi di lavoro per il Windows Mobile ed ha iniziato a lavorare sul nuovo sistema operativo. Il prodotto doveva essere lanciato nel 2009 con il nome di Windows Phone, ma molti ritardi hanno spinto la Microsoft a lanciare prima il Windows Mobile 6.5 in attesa del nuovo OS.
Windows Phone 7 è stato sviluppato velocemente. Una delle conseguenze è che i software sviluppati per le serie precedenti non funzionano sul nuovo sistema operativo. Larry Lieberman, capo sviluppo della Microsoft Mobile Developer Experience, ha dichiarato: "Se avessimo avuto più tempo e risorse, avremmo potuto fare qualcosa per quanto riguarda la retrocompatibilità." Lieberman ha dichiarato che la Microsoft ha provato a guardare al mercato dei cellulari in una maniera differente, avendo in mente il singolo cliente finale ed al tempo stesso le reti aziendali. Terry Myerson, ingegnere di sviluppo dei Windows Phone, ha dichiarato, "Con lo sviluppo degli schermi capacitivi, senza necessità di pennino, e l'adozione di particolari scelte di hardware per il Windows Phone 7, abbiamo dovuto interrompere la compatibilità delle applicazioni del Windows Mobile 6.5."

### Nome
Il nome Windows Phone 7 deriva in parte dal vecchio OS della Microsoft chiamato Windows Mobile. Prima dell'annuncio ufficiale di Windows Phone 7, Microsoft ha iniziato a chiamare i telefoni con il sistema operativo Windows Mobile come “Windows Phones”. Microsoft ha inizialmente annunciato la sua piattaforma come "Windows Phone 7 Series" che ha suscitato delle critiche essendo troppo lungo e difficile da dire nelle conversazioni. Rispondendo a questo, il 2 aprile del 2011 la Microsoft ha annunciato che la parola Series sarebbe stata eliminata dal nome, lasciando soltanto la dicitura Windows Phone 7. La dichiarazione ufficiale fu:

"I clienti chiedono un modo più semplice per dire ed usare il nome con frequenza. La cosa importante è mantenere l'attenzione sul marchio Windows Phone, che abbiamo introdotto a partire da Ottobre (2009, ndr) e continuerà ad essere utilizzato anche dopo il Windows Phone 7."

#### Partner di lancio
Nel febbraio del 2010, in una nota alla stampa della Microsoft sono state elencate le aziende che avrebbero aiutato la compagnia a sviluppare il nuovo sistema operativo. Molte aziende produttrici di hardware furono inserite nell'elenco.
Microsoft ha svelato il Windows Phone 7 il 15 febbraio del 2010, al Mobile World Congress 2010 a Barcellona ed ha rivelato dettagli aggiuntivi al MIX 2010 il 15 marzo del 2010. La versione definitiva del software è stata distribuita il 16 settembre del 2010.
HP ha deciso successivamente di non costruire apparati con Windows Phone 7, dichiarando di volersi dedicare al nuovo sistema operativo WebOS.
Windows Phone 7 è stato lanciato in cinque lingue: inglese, francese, italiano, tedesco e spagnolo. Windows Phone Marketplace permette di comprare e vendere applicazioni in 17 paesi e regioni: Australia, Austria, Belgio, Canada, Francia, Germania, Hong Kong, India, Irlanda, Italia, Messico, Nuova Zelanda, Singapore, Spagna, Svizzera, Porto Rico, Regno Unito e USA.
La Microsoft ha dichiarato il 21 dicembre del 2010 che nelle prime 6 settimane di vendite erano stati venduti oltre 1.5 milioni di apparecchi con sistema operativo Windows Phone 7. Il 26 gennaio del 2011 la Microsoft ha dichiarato di aver superato i sei milioni di cellulari venduti nel quarto quadrimestre del 2010.
Secondo la NPD Group, specializzata in film e video games, il Windows Phone 7 ha raggiunto la quota del 2% del mercato degli smartphone venduti negli Stati Uniti a due mesi dal lancio. Secondo la rivista PC World i WP7 hanno raggiunto il 7% dello share nel primo quadrimestre del 2011.

### Partnership

#### Partner di lancio
L'11 ottobre del 2010, l'amministratore delegato della Microsoft, Steve Ballmer, ha annunziato i primi dieci apparati lanciati con il nuovo sistema operativo Windows Phone 7, costruiti dalla HTC, Dell, Samsung ed LG, con vendite iniziate il 21 ottobre in Europa ed Australia e a partire dall'8 novembre negli USA. Gli apparati sono venduti con 60 operatori in 30 paesi e altri apparati sono stati annunciati per il 2011.

#### Partnership con Nokia
L'11 febbraio del 2011, durante una conferenza stampa a Londra, l'amministratore delegato della Microsoft Steve Ballmer e l'amministratore delegato della Nokia Stephen Elop hanno annunciato una partnership tra le loro aziende nella quale Windows Phone diventerà il principale sistema operativo della Nokia. L'evento era principalmente focalizzato sulla creazione di “un nuovo ecosistema globale”, affiancando competitor come Android e iOS dichiarando che "adesso è una gara con tre competitor". L'integrazione dei servizi Microsoft con i servizi della Nokia è stata annunciata, Bing sarà il motore di ricerca per i telefoni Nokia e sarà presente un'integrazione tra Nokia Maps con Bing Maps così come l'OVI della Nokia sarà integrato con il Windows Phone Marketplace. La partnership include "passaggi di fondi per royalties, il marketing e la condivisione", che la Microsoft ha annunciato successivamente essere, "misurato in miliardi di dollari." I primi Windows phones Nokia, il Nokia Lumia 800 e Nokia Lumia 710, sono stati annunciati nel mese di ottobre 2011 all'evento Nokia World 2011.

#### Altri partner OEM
Microsoft, il 25 maggio 2011, ha annunciato l'espansione dei propri partner che hanno intenzione di distribuire Windows Phone. Acer, Fujitsu, e ZTE, oltre a Nokia, programmano di distribuire i loro primi Windows Phone basati sul primo importante aggiornamento per la piattaforma Windows Phone.

## Aggiornamenti
| Nome versione | Nº versione   | Data di pubblicazione | Changelog |
| ------------- | ------------- | --------------------- | --- |
| NoDo          | 7.0.7390.0    | primavera 2011        | - Introduzione del copia e incolla; - aumento della rapidità di apertura e chiusura delle applicazioni; - ottimizzazione del sistema di ricerca del Marketplace e il supporto CDMA; - significativi miglioramenti ad Outlook, fotocamera, audio e Wi-Fi. |
| Mango         | 7.10.7720.68  | 27 settembre 2011     | - Ridisegnata la barra volume; - miglioramenti nella lockscreen quando ascolti musica; Windows Live Messenger e Facebook Chat integrati all'hub contatti/Messaggi; - Hub Giochi migliorato; - Task Switch migliorato; - Bing Vision e Bing Musica; - Marketplace migliorato; - nuova schermata di spegnimento; - nuove impostazioni fotocamera; - Office Mobile migliorato; - Internet Explorer 9 Mobile al posto di IE 8; - Hub Musica e Video con nuove funzioni; - Suonerie personalizzate; - Grafica migliorata; - Oltre 500 nuove funzioni e 1500 nuove API. |
| Tango         | 7.10.8773.98  | estate 2012           | - Novità per i messaggi, esportare e importare i contatti dal telefono verso una scheda SIM. |
| 7.8           | 7.10.8862.144 | 30 gennaio 2013       | - Offre una nuova esperienza della schermata Start con riquadri animati piccoli, medi e larghi ridimensionabili; - Aumenta i colori in primo piano a 20; - Migliora l'esperienza della schermata di blocco con funzionalità di protezione dall'attivazione accidentale e l'immagine di Bing dello sfondo del giorno; - Estende il supporto di Windows Phone Marketplace e Xbox Live a nuovi paesi; - Migliora il carattere cinese e l'aspetto dell'arabo e di altre lingue; - Fornisce altri miglioramenti della qualità per Windows Phone.                       |

### Windows Phone 7.5 -Mango
Alla fine di settembre del 2011 Microsoft ha distribuito l'aggiornamento Windows Phone 7.5 (o Mango). Anche se il sistema si autodefinisce con il codice versione 7.1, commercialmente è stato lanciato come versione 7.5 in tutti i materiali pubblicitari. L'aggiornamento era stato inizialmente annunciato a New York il 24 maggio dello stesso anno, quando la Microsoft aveva dato un profondo preview dell'aggiornamento, poco prima che Steve Ballmer annunciasse la presenza di oltre 500 novità.
Microsoft ha iniziato la distribuzione ufficiale di Windows Phone 7.5 contemporaneamente nel mercato statunitense e nel resto del mondo il 27 settembre del 2011.

### Windows Phone 7.8
Questo aggiornamento è stato distribuito per i Windows Phone messi in commercio prima dell'uscita di Windows Phone 8 e che non supportano quest'ultima versione a causa di alcune modifiche ai requisiti del kernel e delle specifiche hardware.
L'aggiornamento inplementa alcune funzionalità di Windows Phone 8 su Windows Phone 7, come l'aggiornamento della start screen che permette un ridimensionamento delle live tiles, temi e colori aggiuntivi, un aggiornamento alla lock screen che ora mostra automaticamente l'immagine del giorno di Bing. Windows Phone 7.8 non supporta USSD.
Inoltre Nokia fornisce i suoi vecchi terminali di nuove app esclusive che permettono la condivisione di file tramite Bluetooth e la creazione di suonerie (permette il taglio delle canzoni presenti nel dispositivo per adeguarle allo standard massimo delle suonerie di Windows Phone, ovvero 40 secondi e 1 MB).

## Caratteristiche

### Interfaccia utente
Windows Phone utilizza la nuova interfaccia utente Microsoft, basata sul design di Windows Phone 7. La schermata principale, chiamata Start, è composta da live tiles. I tiles sono collegamenti ad applicazioni, funzioni o oggetti individuali (come contatti, pagine internet, applicazioni o altro). Gli utenti possono aggiungere, spostare o eliminare i tiles. I tiles sono dinamici e si aggiornano in tempo reale - per esempio, il tile di un account email mostrerà il numero di messaggi non letti, o un tile può mostrare un aggiornamento costante del meteo.
Molte caratteristiche di Windows Phone 7 sono organizzate in hub, che combinano contenuti locali e online mediante l'integrazione di Windows Phone 7 con i principali social network come Facebook e Windows Live. Per esempio, il Pictures hub mostra le foto effettuate con la fotocamera del telefono e le foto utente di Facebook, il People hub mostra i contatti aggregati dalla rubrica telefonica, da Windows Live, Facebook e Gmail. Dall'hub l'utente può direttamente commentare gli aggiornamenti dei social network. Gli altri hub sono il Music Hub, il Video Hub (che integrano Zune), Giochi (che integra l'Xbox Live), Windows Phone Marketplace e Microsoft Office.
Windows Phone 7 utilizza una tecnologia multi-touch. L'interfaccia utente di default di Windows Phone 7 ha un tema scuro che prolunga la durata della batteria sui monitor OLED poiché i pixel completamente neri non emettono luce; l'utente può comunque scegliere un tema chiaro. Gli elementi dell'interfaccia utente quali i tile sono mostrati nel colore scelto dall'utente. Applicazioni esterne possono essere automaticamente accoppiate a questi colori.

### Inserimento del testo
L'input del testo avviene per mezzo di una tastiera virtuale sullo schermo, che ha un tasto dedicato all'inserimento delle emoticons, un sistema di riconoscimento vocale per la scrittura e parole suggerite tramite un dizionario predefinito a cui è possibile aggiungere nuovi lemmi. Gli utenti possono cambiare parola dopo averla digitata toccandola, questo permetterà di visualizzare una lista di parole simili. Pressando e tenendo pressati determinati tasti sarà possibile visualizzare altri caratteri simili. I tasti sono più larghi quando si passa in posizione orizzontale. I telefoni possono avere anche una tastiera fisica per l'inserimento del testo.

### Browser
Windows Phone 7 utilizza una versione di Internet Explorer con un motore che è una via di mezzo tra quelli di Internet Explorer 7 e 8.
Internet Explorer su Windows Phone 7 permette all'utente di mantenere una lista di siti preferiti e riferimenti a pagine web direttamente sulla schermata di inizio. Il browser supporta fino a 6 schede che possono essere caricate in parallelo. Altre caratteristiche includono la gestione multi-touch, una particolare interfaccia utente, l'animazione zoom in e zoom out, la possibilità di salvare immagini sulle pagine web, di condividere pagine web via mail e supporto alla ricerca che permette all'utente di trovare una parola o una frase in una pagina web semplicemente selezionandola. Microsoft ha annunciato di voler aggiornare regolarmente i browser dei Windows Phone 7 e il suo motore di layout indipendentemente dall'aggiornamento dei sistema operativo Windows Phone.
In una presentazione, la Microsoft ha dichiarato che gli utenti potranno visualizzare i video di YouTube sul browser. Cliccando sul video sulla versione mobile di YouTube il video sarà visualizzato su un'applicazione a sé stante ed aggiungerà il nuovo video al Music + Video Hub.
Una versione di Internet Explorer Mobile basata su Internet Explorer 9 è stata distribuita con l'aggiornamento Mango ed include una migliore visualizzazione dei supporti standard HTML, CSS e JavaScript, insieme ad una maggiore velocità.

### Contatti
I contatti sono organizzati attraverso il "People Hub". I contatti possono essere inseriti manualmente o importati. Una sezione "Novità" mostra aggiornamenti da Facebook e da Windows Live. Una sezione "Io" mostra la pagina personale di Facebook dell'utilizzatore del telefono. I contatti possono essere aggiunti alla schermata "Start". Il Live Tile dei contatti mostra il suo stato di Facebook e la foto del profilo e viene mostrata la sua bacheca di Facebook con il resto delle informazioni di contatto.
L'integrazione di Twitter nel People Hub è stata annunciata nell'aggiornamento del software della seconda metà del 2011.

### E-mail
Windows Phone 7 supporta Hotmail, Outlook, Yahoo! Mail, Gmail e molti altri servizi di posta attraverso i protocolli POP e IMAP. Per i principali sistemi di posta è possibile sincronizzare anche contatti ed attività. Gli utenti possono anche ricercare all'interno delle proprie caselle di posta ricercando per titolo, oggetto, mittente e ricevente.

### Multimedia
Zune per Windows Phone 7 è un'applicazione che si occupa dell'intrattenimento e della sincronizzazione tra PC e telefono. L'esperienza multimediale del Windows Phone 7 è divisa in due distinti hub, il Music + Videos hub ed il Pictures hub, entrambi assomigliano nella grafica e nelle funzionalità allo Zune HD.
Il Music + Videos Hub serve a riprodurre musica, video e podcasts, e permette agli utenti di accedere al Zune Marketplace per comprare musica o per affittarla con il servizio di sottoscrizione Zune Pass e vedere le biografie e le foto degli artisti.
Il Pictures Hub mostra le foto di Facebook e di Windows Live insieme alle foto effettuate dal telefono. Gli utenti possono caricare foto sui social networks e commentare on line direttamente dal Pictures hub. La Gestione multi tocco permette lo zoom delle foto.

### Giochi
Il sistema Xbox Live su Windows Phone 7 porta una tipologia di esperienza tipo console ai telefoni mostrando l'avatar utente in versione 3d. Attraverso il Games Hub, gli utenti possono interagire con l'avatar, visualizzare i punteggi e le classifiche, messaggiare con gli amici di Xbox Live. Multiplayer (turn-based) gaming with live multiplayer are also released. Microsoft ha rivelato più di 50 giochi premium per Windows Phone 7 al Gamescom che permettono l'ultilizzo dell'Xbox Live sul cellulare. Xbox Live sui Windows Phone 7 attualmente non offre giochi multiplayer real-time, ma saranno aggiunti in futuro. Alcune caratteristiche chiave di Xbox Live su Windows Phone 7 includono la possibilità di essere utilizzate in simultanea tra console e telefono, inviare e ricevere messaggi tra console e telefono, sbloccare punti univoci acquistando i titoli sul telefono.

### Ricerca
Le specifiche di Microsoft sull'hardware degli apparati prevedono la presenza di un tasto multifunzione di ricerca sul frontale del telefono. Premere il tasto Ricerca mentre un'applicazione è aperta permette agli utenti di cercare tra le applicazioni; per esempio, premendo Ricerca tra i contatti si effettuerà una ricerca tra essi.
In altri casi, la pressione sul pulsante Cerca permette all'utente di ricercare siti internet, notizie e posizioni sulla mappa usando il motore di ricerca di Bing.
Windows Phone 7 dispone anche di un dispositivo di riconoscimento vocale, progettato dalla TellMe, che permette all'utente di effettuare ricerche su Bing, chiamare i contatti o lanciare un'applicazione con comando vocale. Questo comando viene attivato premendo e tenendo premuto il tasto Start del telefono.
Bing è il motore di ricerca predefinito sui telefoni dotati di Windows Phone 7 ed è fortemente integrato con le funzioni del sistema operativo (che include anche l'utilizzo del suo servizio Bing Maps per ricerche di localizzazione). Comunque, la Microsoft ha dichiarato che possono essere utilizzate applicazioni per utilizzare altri motori di ricerca.

### Applicazioni Office
L'Office hub organizza tutti i programmi e documenti in Microsoft Office. Microsoft Office Mobile permette l'interoperabilità di Windows Phone 7 e la versione desktop di Microsoft Office. Word Mobile, Excel Mobile, PowerPoint Mobile, OneNote Mobile, and SharePoint Workspace Mobile producono file visualizzabili e modificabili in formato Microsoft Office.
Al Mobile World Congress del 2011, la Microsoft ha annunciato che Windows Phone supporterà la sincronizzazione dei documenti di Office SkyDrive dopo un aggiornamento previsto per la seconda metà del 2011.

### Sincronizzazione
Il software Zune controlla i contenuti solo sui dispositivi dotati di Windows Phone 7 e consente anche la sincronizzazione wireless. Oltre ad accedere ai dispositivi dotati di Windows Phone 7, il software Zune può anche accedere allo Zune Marketplace per acquistare musica, video ed applicazioni per Windows Phone 7. Mentre la musica ed i video vengono conservati sia sul computer che sul telefono, le applicazioni soltanto sul telefono, anche se vengono acquistate attraverso il software Zune; esso costituisce anche l'unico metodo per aggiornare i dispositivi dotati di Windows Phone 7.
Anche se il software Zune non è disponibile per sistemi operativi macOS, Microsoft ha distribuito Windows Phone Connector, che permette di sincronizzare i dispositivi con iTunes per Mac ed iPhoto.

### Aggiornamenti del software
Secondo quanto dichiarato dalla Microsoft, gli aggiornamenti saranno inseriti nei Windows Phone users attraverso Microsoft Update, come nel caso di altri sistemi operativi basati su Windows. Microsoft ha intenzione di aggiornare direttamente ogni telefono dotato di Windows Phone 7. Il software, chiamato Windows Phone Update, esiste sia per il telefono (per piccoli aggiornamenti) che sul software Zune(per aggiornamenti maggiori attraverso cavo USB). Gli utenti riceveranno la notifica di collegare i propri telefoni al pc se è necessario tale aggiornamento. Microsoft ha dichiarato che in futuro, tutti gli aggiornamenti, sia piccoli che grandi saranno possibili anche senza collegare il telefono al pc. Charlie Kindel, Program Manager per lo sviluppo del Windows Phone, ha confermato che il sistema di aggiornamento per Windows Phone 7 era già disponibile e che la Microsoft è "in una posizione in cui è possibile distribuire aggiornamenti in tutta sicurezza".
Microsoft ha pianificato un costante invio di aggiornamenti minori che aggiungeranno caratteristiche durante l'anno e un grosso aggiornamento annuo.
Tutte le applicazioni esterne possono essere aggiornate automaticamente attraverso il Windows Phone Marketplace.

### Piattaforma pubblicitaria
La Microsoft ha anche lanciato una piattaforma pubblicitaria esclusiva per Windows Phone 7. Il General Manager per la strategia e lo sviluppo imprenditoriale di Microsoft, Kostas Mallios, ha dichiarato che Windows Phone 7 sarà un'"ad-serving machine", spingendo la pubblicità ed i contenuti marchiati agli utenti. La piattaforma conterrà Tile pubblicitario vicino alle applicazioni e toast notifications, che porterà aggiornamenti pubblicitari. Mallios ha aggiunto che Windows Phone 7 sarà capace di "preservare l'esperienza del marchio andando direttamente dal sito internet all'applicazione", e che il Windows Phone 7 "rende possibile ai pubblicitari d'essere in contatto con i clienti nel corso del tempo". Mallios ha continuato: "sei adesso capace di inviare informazioni come pubblicità e stare in contatto con il cliente. È una relazione dinamica per creare un dialogo con il cliente.".

## Caratteristiche annunciate e storia degli aggiornamenti
Microsoft ha annunciato una roadmap per futuri aggiornamenti alla piattaforma Windows Phone. Il primo aggiornamento è stato distribuito il 22 marzo del 2011 ed include il copia e incolla, un significativo miglioramento della rapidità di apertura e chiusura delle applicazioni, un miglioramento nel sistema di ricerca del Marketplace, e supporto CDMA.
Microsoft ha anche dichiarato che sta lavorando con la Adobe per rendere funzionante l'Adobe Flash sui Windows Phone.
L'11 febbraio del 2011 al Mobile World Congress, Steve Ballmer ha annunciato un aggiornamento importante per il Windows Phone 7 entro la fine del 2011, che includerà una versione mobile di Internet Explorer 9 che supporta gli stessi standard (ad esempio HTML5) e l'accelerazione grafica della versione per computer. Microsoft ha dimostrato che la velocità, utilizzando il browser IE9 mobile, è superiore a quella del iOS 4.2.1 con Safari su iPhone 4. L'integrazione di Twitter sarà inserita nel People hub aggiungendosi agli aggiornamenti di status di Windows Live. Multi-tasking delle applicazioni delle terze parti sarà gestito da un task switcher, e l'aggiornamento permetterà agli utenti di accedere a Microsoft OneDrive direttamente dal Windows Phone 7. Alla conferenza internazionale MIX11, la Microsoft ha reso noto che la prossima versione di Windows Phone 7 avrà la gestione multitasking. Oltre al multitasking, miglioramenti chiave riguarderanno il trasferimento dei file, maggiore velocità nell'apertura e chiusura delle applicazioni, maggiore integrazione tra il sistema operativo la videocamera e il sensore di movimento, questo permetterà l'attivazione di applicazioni di realtà aumentata.
Il 4 febbraio del 2011, la Microsoft ha annunciato che lo strumento di sviluppo software per Windows Phone sarà aggiornato per supportare le novità che saranno aggiunte attraverso il primo principale aggiornamento del sistema operativo Windows Phone 7 (nome in codice "NoDo"). Dopo aver aggiornato lo strumento di sviluppo dei software, la Microsoft ha detto agli sviluppatori che la maggior parte delle loro applicazioni non avranno bisogno di essere ricompilate o ripreparate a causa dell'aggiornamento.
L'8 maggio è stato svelato che Bing su Windows Phone riceverà una profonda revisione che aggiongerà Bing Audio, Bing Audio e Bing Navigation (aggiungendo la navigazione vocale). I Windows Phone avranno anche un supporto nativo per podcast e scrittura vocale per SMS. Windows Live Messenger sarà integrato direttamente sul People hub.
Il 9 maggio del 2011 Microsoft ha inviato gli inviti a molti blog tecnici per una VIP Preview di Mango, ossia l'aggiornamento 7.5 di Windows Phone.

## Marketplace
Il Windows Phone Marketplace viene usato per distribuire e vendere musica, video, ed applicazioni per Windows Phone. Il marketplace è accessibile utilizzando il software Zune o dal Marketplace hub sul telefono (anche se i video ed i podcast non sono scaricabili direttamente dal marketplace del telefono e devono essere scaricati e sincronizzati attraverso il software Zune del computer). Il marketplace è amministrato dalla Microsoft, che deve prima approvare i software.

### Musica e video
Zune Marketplace offre 10 milioni di canzoni a 320 kbit/s in formato mp3 DRM-free da quattro grossi gruppi musicali (EMI, Warner Music Group, Sony BMG ed Universal Music Group), ed anche da case discografiche minori. Offre film della Paramount, Universal, Warner Brothers, ed altri studio, inoltre offre popolari serie televisive.
Microsoft inoltre offre il servizio di sottoscrizione musicale Zune Pass che permette agli iscritti di scaricare un numero illimitato di canzoni per tutto il tempo della loro sottoscrizione.

### Applicazioni e giochi

#### Sviluppo
Applicazioni e giochi per Windows Phone 7 devono essere basati su XNA o su specifiche versioni di Microsoft Silverlight. Microsoft offre il Visual Studio 2010 Express e Expression Blend per Windows Phone (versione di sviluppo per telefoni di applicazioni maggiori) gratuitamente. Il 29 novembre 2009 Microsoft annuncia la versione Web (Release to web - RTW) di Visual Basic Developer Tool per sviluppare nel Browser app per Windows Phone 7.

##### Iscrizione
Gli sviluppatori registrati a Windows Phone 7 ed Xbox Live possono inserire e modificare le loro applicazioni per la piattaforma attraverso l'applicazione online App Hub. L'App Hub fornisce strumenti di sviluppo e di supporto per gli sviluppatori di applicazioni. Le applicazioni inserite devono sottostare all'approvazione e la validazione di Microsoft. Il costo delle applicazioni approvate dipende dallo sviluppatore, ma a Microsoft spetta il 30% del guadagno (il restante 70% va agli sviluppatori). Microsoft paga gli sviluppatori solo al raggiungimento di determinati limiti, e trattiene il 30% di tasse per sviluppatori non statunitensi, a meno che non si siano già registrati con il servizio fiscale degli Stati Uniti. Microsoft paga soltanto sviluppatori proventi da una lista di trenta paesi. Una tassa annuale deve essere pagata dagli sviluppatori che vogliono far parte della lista ufficiale.

##### API annunciate
La Microsoft ha annunciato che molte Application Programming Interfaces (Interfacce di programmazione applicazioni, API) sono in dirittura d'arrivo per dare agli sviluppatori accesso maggiore all'hardware del telefono. Per esempio, tutti i Windows Phone 7 dispongono di una bussola interna, ma l'API non è ancora stata distribuita e gli sviluppatori non possono utilizzarla. La Microsoft ha confermato che questa API sarà distribuita in futuro. Similarmente, le API di rete attualmente non permettono l'accesso al socket, che significa che le terze parti non possono sviluppare programmi che sfruttano il VoIP. La Microsoft ha confermato che l'accesso al socket sarà aggiunto.
Al MIX 11, la Microsoft ha annunciato oltre 1.500 nuove API per i Windows Phone incluse quelle per i socket e la bussola interna.

#### Distribuzione e restrizione dei contenuti
Per far apparire un'applicazione sul Windows Phone Marketplace, l'applicazione deve essere inviata alla Microsoft per l'approvazione. La Microsoft ha delineato i contenuti che non saranno approvati, tra questi i software che a sfondo sessuale. Questo include contenuti che mostrano nudità (capezzoli, genitali, natiche e peli pubici), prostituzione e feticismi sessuali.

## Hardware

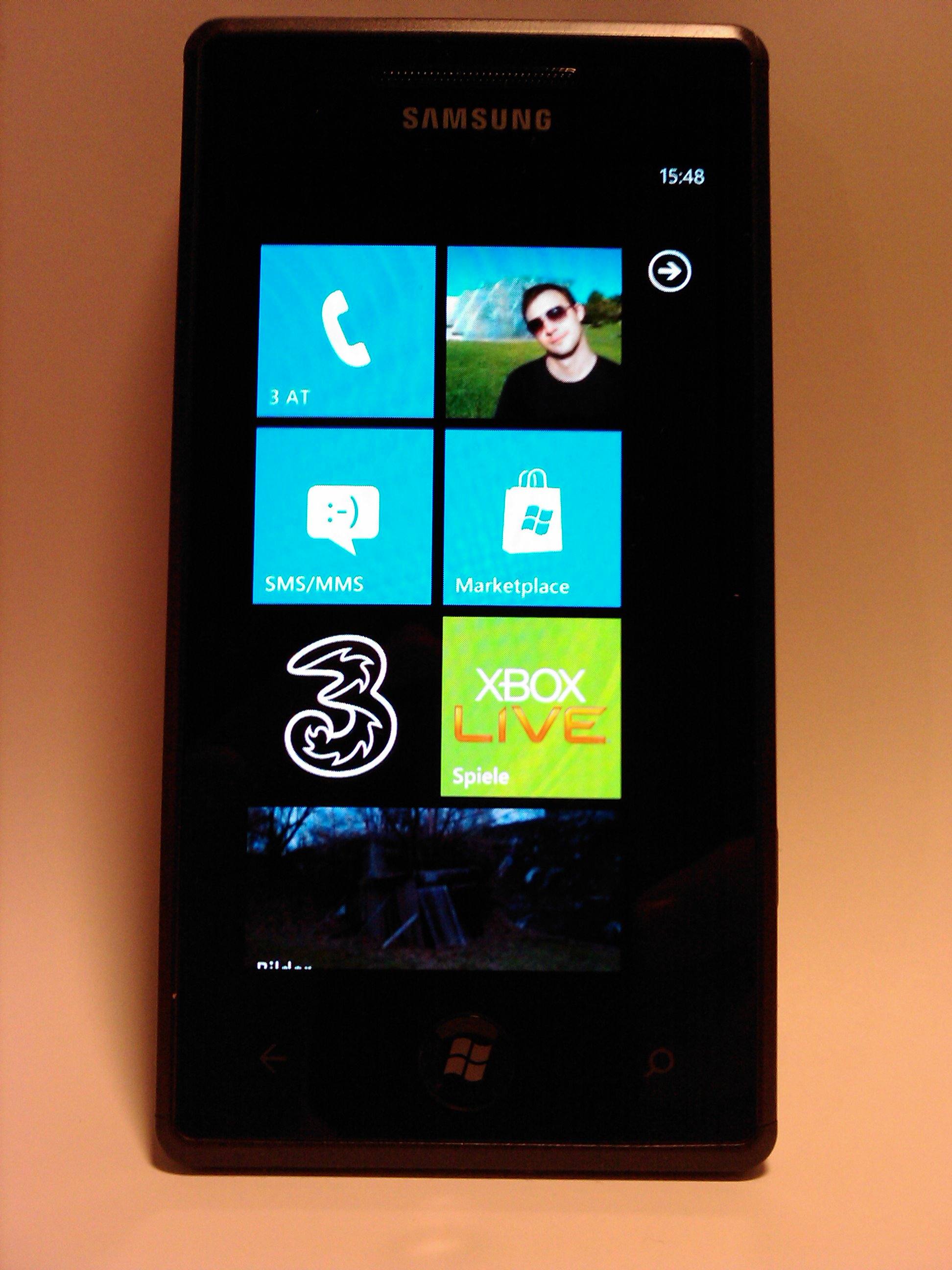
Samsung Omnia 7 con Windows Phone 7

### Requisiti minimi
Microsoft ha richiesto caratteristiche tecniche "dure, ma giuste" ai costruttori. Tutti gli apparati dotati di Windows Phone 7, come configurazione minima, devono avere le seguenti caratteristiche:
- Monitor touchscreen capacitivo con multi-touch a 4 punti e risoluzione WVGA (480x800)
- Architettura ARM v7 Cortex/Scorpion
- CPU Qualcomm Snapdragon QSD8X50, MSM7X30 e MSM8X55
- GPU con capacità di rendering DirectX9
- 256 MB di RAM e 4 GB di memoria flash
- Accelerometro con bussola, sensore di luminosità ambientale, sensore di vicinanza, Assisted GPS e giroscopio
- Fotocamera a 5 megapixel con flash a LED opzionale
- Tuner radio FM
- 7 pulsanti fisici dedicati: indietro, Start, cerca, fotocamera, on/off, volume + e volume -.[101]

## Accoglienza

### Ricettività
Nel luglio del 2010, la Microsoft ha lanciato una versione beta di Windows Phone 7 su un cellulare prototipo per pochi rivenditori e giornalisti. Il cellulare prototipo, un Samsung Taylor, non verrà mai venduto al pubblico. Nella propria recensione del software viene sostenuto che, nonostante l'assenza di multitasking esteso alle applicazioni di terzi:
Gizmodo ha descritto la tastiera virtuale come una "fantastica tastiera: veloce, soffice, intuitiva e totalmente naturale". Una recensione della ZDNet ha sottolineato la fluidità del software dichiarando, "L'attuale versione è incredibilmente stabile e fluida ed io sono abbastanza impressionato da quello che hanno fatto." Comunque, ha concluso dopo aver avuto il primo Windows Phone 7 nelle sue mani nell'ottobre del 2010 "Penso che la Microsoft abbia fatto un lavoro valido con il Windows Phone 7, ma non sono ancora convinto di usarlo come mio unico telefono. Sembra ci siano troppi flip, scivolamenti, animazioni e lunghi tempi di attesa quando si caricano programmi come Marketplace". AnandTech ha concluso dicendo "L'OS non è perfetto ma, nonostante la scarsità delle applicazioni, è competitivo al momento".

### Quota di mercato
La Microsoft ha riportato il 21 dicembre del 2010, che nelle prime 6 settimane di fabbricazione erano stati venduti alle compagnie telefoniche 1.5 milioni di telefoni. Il 26 gennaio del 2011, la Microsoft ha annunciato che nel quarto trimestre del 2010 sono state vendute oltre 2 milioni di license per telefoni con Windows Phone 7, telefoni consegnati alle compagnie telefoniche e venditori. Comunque, la Microsoft non ha fornito alcuna informazione ufficiale sui Windows Phone 7 venduti direttamente ai clienti.
Secondo NPD Group, un gruppo specializzato in film e video giochi, Windows Phone 7 ha raggiunto una quota di mercato del 2% tra gli smartphone venduti negli Stati Uniti, 2 mesi dopo la sua distribuzione sul mercato, nel quarto trimestre del 2010. Secondo PC World, Windows Phone 7 ha raggiunto il 7% del mercato statunitense per il primo quadrimestre dell'anno fiscale 2011. Nel mondo, invece, nello stesso periodo erano stati venduti circa 2,5 milioni di dispositivi con WP7, portando la sua quota di mercato globale a circa 2,5%.
Gartner ha stimato che il numero di telefoni con Windows Phone venduti ai consumatori nel primo trimestre del 2011 è stato di 1.6 milioni, questo indica che il Windows Phone 7 è stato superato dal suo predecessore, Windows Mobile.